# 八幡村 (群馬県碓氷郡)
八幡村（やわたむら）は群馬県の西部、碓氷郡に属していた村。

## 地理
村の南部を碓氷川、北部を烏川が流れる。

## 歴史
- 1889年（明治22年）4月1日 町村制施行により、八幡村、鼻高村、藤塚村、剣崎村、若田村、下大島村、町屋村、金井淵村が合併し碓氷郡川間村（かわまむら）が成立する。
- 1890年（明治23年）3月11日 川間村が改称し八幡村となる。
- 1955年（昭和30年）1月20日 新高尾村の一部、中川村、豊岡村とともに高崎市へ編入する。

## 施設
- 上野國一社八幡宮（八幡八幡宮）
- 大聖護国寺
- 達磨寺

## 交通
- 信越本線
  - 群馬八幡駅
- 国道18号